# Список вулканов Судана

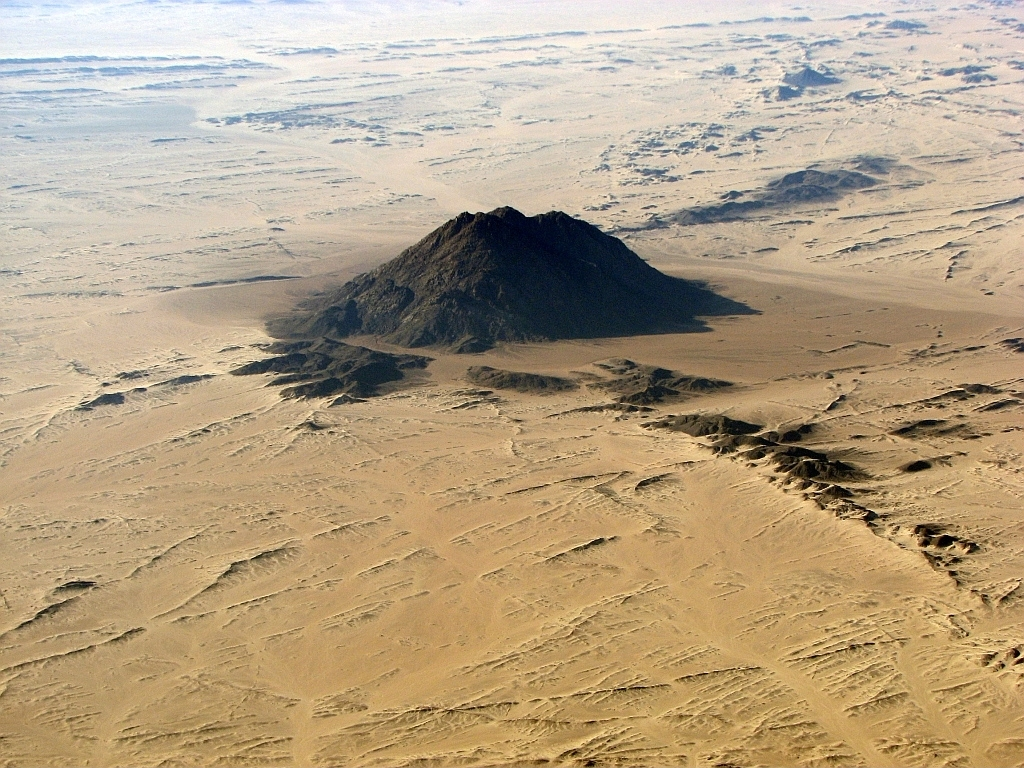
Вулкан Баюда

В Судане находится пять активных и потухших вулканов, ни один из которых не извергался за последнюю тысячу лет.
| Название           | Высота | Местоположение                  | Последнее извержение |
| ------------------ | ------ | ------------------------------- | -------------------- |
| Баюда              | 670 м  | 18°20′ с. ш. 32°45′ в. д.       | 850                  |
| Марра              | 3042 м | 13°02′39″ с. ш. 24°22′04″ в. д. | 2000 лет до н. э.    |
| Джебель-Умм-Арафиб | ?      | 18°10′ с. ш. 35°50′ в. д.       | Голоцен              |
| Кутум              | ?      | 14°34′ с. ш. 25°51′ в. д.       | Голоцен              |
| Мейдоб             | 2000 м | 15°19′ с. ш. 26°28′ в. д.       | 2500 лет до н. э.    |